# Thorectes marginatus
Thorectes marginatus là một loài bọ cánh cứng trong họ Geotrupidae. Loài này được miêu tả khoa học năm 1787 bởi Poiret.